# Ptosima idolynae
Ptosima idolynae är en skalbaggsart som beskrevs av Frost 1923. Ptosima idolynae ingår i släktet Ptosima och familjen praktbaggar. Inga underarter finns listade i Catalogue of Life.